# Bobby Evans (football américain)
Ne doit pas être confondu avec Bobby Evans (baseball) ou Bobby Evans (football).
(en) Statistiques sur pro-football-reference
Bobby Evans, né le 24 mars 1997 à Allen au Texas, est joueur américain de football américain qui évolue au poste d'offensive tackle. Il joue pour la franchise des Rams de Los Angeles dans la National Football League. Il a gagné le Super Bowl LVI avec les Rams.

## Biographie

### Carrière universitaire
Étudiant à l'université de l'Oklahoma, il joue pour les Sooners de 2015 à 2018.

### Carrière professionnelle
Il est sélectionné au troisième tour, 97e rang au total, par les Rams de Los Angeles lors de la draft 2019 de la NFL. Il gagne le Super Bowl LVI avec les Rams, le 13 février 2022.